# Bundestagswahlkreis Sächsische Schweiz-Osterzgebirge
Der Wahlkreis Sächsische Schweiz-Osterzgebirge (Wahlkreis 157; bis zur Bundestagswahl 2021 Wahlkreis 158) ist ein Bundestagswahlkreis in Sachsen. Bis zur Bundestagswahl 2005 trug er den Namen Sächsische Schweiz – Weißeritzkreis. Er umfasst den Landkreis Sächsische Schweiz-Osterzgebirge.

## Geschichte
Mit der Kreisreform von 2008 wurden auch die Wahlkreise in Sachsen grundsätzlich neu gestaltet. Der Wahlkreis Sächsische Schweiz-Osterzgebirge veränderte sich dadurch flächenmäßig nicht, sondern es wurde nur sein Name angepasst. Zur Bundestagswahl 2013 wurde die Nummer des Wahlkreises von 159 in 158 geändert und zur Bundestagswahl 2025 in 157.

## Wahlkreisabgeordnete
| Wahl | Abgeordneter | Abgeordneter   | Partei | Stimmen in % |
| ---- | ------------ | -------------- | ------ | ------------ |
| 2002 |              | Klaus Brähmig  | CDU    | 46,2         |
| 2005 | 40,9         | Klaus Brähmig  | CDU    |              |
| 2009 | 45,1         | Klaus Brähmig  | CDU    |              |
| 2013 | 50,2         | Klaus Brähmig  | CDU    |              |
| 2017 |              | Frauke Petry   | AfD    | 37,4         |
| 2021 |              | Steffen Janich | AfD    | 33,0         |
| 2025 | 49,1         | Steffen Janich | AfD    |              |

## Wahlergebnisse

### Bundestagswahl 2025
| Kandidaten                                             | Kandidaten                  | Parteien/Listen       | Erststimmen | Erststimmen | Zweitstimmen | Zweitstimmen |
| Kandidaten                                             | Kandidaten                  | Parteien/Listen       | Stimmen     | %           | Stimmen      | %            |
| ------------------------------------------------------ | --------------------------- | --------------------- | ----------- | ----------- | ------------ | ------------ |
|                                                        | Fabian Funke                | SPD                   | 12.766      | 8,0         | 9.505        | 6,0          |
|                                                        | Peter Darmstadt             | CDU                   | 35.961      | 22,7        | 30.820       | 19,3         |
|                                                        | Matthias Gottschalk         | Bündnis 90/Die Grünen | 4.751       | 3,0         | 6.318        | 4,0          |
|                                                        | Nora Hohlfeld               | FDP                   | 4.478       | 2,8         | 5.170        | 3,2          |
|                                                        | Steffen Janichgewählt im WK | AfD                   | 77.901      | 49,1        | 74.174       | 46,5         |
|                                                        | Jörg Mumme                  | Die Linke             | 14.523      | 9,1         | 11.716       | 7,3          |
|                                                        | Jens Giebe                  | Freie Wähler          | 7.008       | 4,4         | 2.852        | 1,8          |
|                                                        | –                           | Tierschutzpartei      | –           | –           | 1.775        | 1,1          |
|                                                        | –                           | Die PARTEI            | –           | –           | 617          | 0,4          |
|                                                        | –                           | Piraten               | –           | –           | 229          | 0,1          |
|                                                        | –                           | Volt                  | –           | –           | 822          | 0,5          |
|                                                        | –                           | PdH                   | –           | –           | 128          | 0,1          |
|                                                        | –                           | MLPD                  | –           | –           | 48           | 0,0          |
|                                                        | Maik Schulze                | Bündnis Deutschland   | 1.354       | 0,9         | 600          | 0,4          |
|                                                        | –                           | BSW                   | –           | –           | 14.643       | 9,2          |
| Gesamt                                                 | Gesamt                      | Gesamt                | 158.742     | 100         | 159.417      | 100          |
|                                                        |                             |                       |             |             |              |              |
| Ungültige Stimmen                                      | Ungültige Stimmen           | Ungültige Stimmen     | 1.630       | 1,0         | 955          | 0,6          |
| Wähler                                                 | Wähler                      | Wähler                | 160.372     | 81,6        | 160.372      | 81,6         |
| Wahlberechtigte                                        | Wahlberechtigte             | Wahlberechtigte       | 196.612     |             | 196.612      |              |
|                                                        |                             |                       |             |             |              |              |
| Quellen: Die Bundeswahlleiterin, Kandidaten – Ergebnis |                             |                       |             |             |              |              |

### Bundestagswahl 2021
Der Wahlkreis Sächsische Schweiz-Osterzgebirge wird im 20. Deutschen Bundestag direkt von Steffen Janich (AfD) vertreten. Über Landesliste ihrer Parteien erreichten Fabian Funke (SPD) und André Hahn (Linke) einen Sitz im Bundestag.
| Kandidaten                     | Kandidaten                  | Parteien/Listen      | Erststimmen | Erststimmen | Zweitstimmen | Zweitstimmen |
| Kandidaten                     | Kandidaten                  | Parteien/Listen      | Stimmen     | %           | Stimmen      | %            |
| ------------------------------ | --------------------------- | -------------------- | ----------- | ----------- | ------------ | ------------ |
|                                | Steffen Janichgewählt im WK | AfD                  | 50.203      | 33,0        | 48.580       | 31,9         |
|                                | Corinna Franke-Wöller       | CDU                  | 29.176      | 19,2        | 26.028       | 17,1         |
|                                | André Hahn                  | Linke                | 15.215      | 10,0        | 11.653       | 7,7          |
|                                | Fabian Funke                | SPD                  | 17.505      | 11,5        | 23.545       | 15,5         |
|                                | Dirk Jahn                   | FDP                  | 12.920      | 8,5         | 17.814       | 11,7         |
|                                | Nino Haustein               | Grüne                | 6.830       | 4,5         | 8.023        | 5,3          |
|                                | –                           | Tierschutzpartei     | –           | –           | 2.684        | 1,8          |
|                                | –                           | Die PARTEI           | –           | –           | 1.276        | 0,8          |
|                                | –                           | NPD                  | –           | –           | 635          | 0,4          |
|                                | Christoph Fröse             | Freie Wähler         | 8.450       | 5,6         | 5.039        | 3,3          |
|                                | –                           | Piraten              | –           | –           | 618          | 0,4          |
|                                | Dirk Zimmermann             | ÖDP                  | 848         | 0,6         | 396          | 0,3          |
|                                | –                           | V-Partei³            | –           | –           | 82           | 0,1          |
|                                | –                           | MLPD                 | –           | –           | 86           | 0,1          |
|                                | Roberto Mauksch             | dieBasis             | 3.161       | 2,1         | 2.945        | 1,9          |
|                                | –                           | Bündnis C            | –           | –           | 223          | 0,1          |
|                                | –                           | III. Weg             | –           | –           | 283          | 0,2          |
|                                | –                           | DKP                  | –           | –           | 85           | 0,1          |
|                                | –                           | Die Humanisten       | –           | –           | 247          | 0,2          |
|                                | –                           | Gesundheitsforschung | –           | –           | 929          | 0,6          |
|                                | –                           | Team Todenhöfer      | –           | –           | 373          | 0,2          |
|                                | –                           | Volt Deutschland     | –           | –           | 450          | 0,3          |
|                                | Klaus Brähmig               | Einzelbewerber       | 7.373       | 4,8         | –            | –            |
|                                | Helga Queck                 | Einzelbewerber       | 358         | 0,2         | –            | –            |
| Gesamt                         | Gesamt                      | Gesamt               | 152.039     | 100         | 152.154      | 100          |
|                                |                             |                      |             |             |              |              |
| Ungültige Stimmen              | Ungültige Stimmen           | Ungültige Stimmen    | 2.120       | 1,4         | 2.005        | 1,3          |
| Wähler                         | Wähler                      | Wähler               | 154.159     | 77,2        | 154.159      | 77,2         |
| Wahlberechtigte                | Wahlberechtigte             | Wahlberechtigte      | 199.703     |             | 199.703      |              |
|                                |                             |                      |             |             |              |              |
| Quellen: Der Bundeswahlleiter, |                             |                      |             |             |              |              |

### Bundestagswahl 2017
| Kandidaten                     | Kandidaten                | Parteien/Listen       | Erststimmen | Erststimmen | Zweitstimmen | Zweitstimmen |
| Kandidaten                     | Kandidaten                | Parteien/Listen       | Stimmen     | %           | Stimmen      | %            |
| ------------------------------ | ------------------------- | --------------------- | ----------- | ----------- | ------------ | ------------ |
|                                | Klaus Brähmig             | CDU                   | 44.354      | 28,8        | 39.581       | 25,6         |
|                                | André Hahn                | Die Linke             | 22.614      | 14,7        | 19.708       | 12,8         |
|                                | Klaus Wolframm            | SPD                   | 11.100      | 7,2         | 12.040       | 7,8          |
|                                | Frauke Petrygewählt im WK | AfD                   | 57.554      | 37,4        | 54.749       | 35,4         |
|                                | Ines Kummer               | Bündnis 90/Die Grünen | 4.575       | 3,0         | 4.643        | 3,0          |
|                                | –                         | NPD                   | –           | –           | 2.875        | 1,9          |
|                                | Lothar Ferdinand Brandau  | FDP                   | 9.933       | 6,5         | 12.795       | 8,3          |
|                                | −                         | Piraten               | –           | –           | 483          | 0,3          |
|                                | –                         | Freie Wähler          | –           | –           | 2.186        | 1,4          |
|                                | Doris Kamke               | BüSo                  | 2.319       | 1,5         | 437          | 0,3          |
|                                | –                         | MLPD                  | –           | –           | 119          | 0,1          |
|                                | –                         | BGE                   | –           | –           | 533          | 0,3          |
|                                | –                         | DiB                   | –           | –           | 300          | 0,2          |
|                                | –                         | ÖDP                   | –           | –           | 456          | 0,3          |
|                                | −                         | Die PARTEI            | –           | –           | 1.278        | 0,8          |
|                                | –                         | Tierschutzpartei      | –           | –           | 1.975        | 1,3          |
|                                | –                         | V-Partei³             | –           | –           | 217          | 0,1          |
|                                | Roland Hoyer              | Einzelbewerber        | 1.450       | 0,9         | –            | –            |
| Gesamt                         | Gesamt                    | Gesamt                | 153.899     | 100         | 154.475      | 100          |
|                                |                           |                       |             |             |              |              |
| Ungültige Stimmen              | Ungültige Stimmen         | Ungültige Stimmen     | 2.443       | 1,6         | 1.867        | 1,2          |
| Wähler                         | Wähler                    | Wähler                | 156.342     | 77,2        | 156.342      | 77,2         |
| Wahlberechtigte                | Wahlberechtigte           | Wahlberechtigte       | 202.580     |             | 202.580      |              |
|                                |                           |                       |             |             |              |              |
| Quellen: Der Bundeswahlleiter, |                           |                       |             |             |              |              |

### Bundestagswahl 2013
| Kandidaten                     | Kandidaten                 | Parteien/Listen       | Erststimmen | Erststimmen | Zweitstimmen | Zweitstimmen |
| Kandidaten                     | Kandidaten                 | Parteien/Listen       | Stimmen     | %           | Stimmen      | %            |
| ------------------------------ | -------------------------- | --------------------- | ----------- | ----------- | ------------ | ------------ |
|                                | Klaus Brähmiggewählt im WK | CDU                   | 72.644      | 50,2        | 66.673       | 46,0         |
|                                | André Hahn                 | Die Linke             | 25.571      | 17,7        | 24.848       | 17,1         |
|                                | Klaus Wolframm             | SPD                   | 15.442      | 10,7        | 15.865       | 10,9         |
|                                | Thomas Richter             | FDP                   | 2.628       | 1,8         | 4.655        | 3,2          |
|                                | Heidi Meißner              | Bündnis 90/Die Grünen | 4.244       | 2,9         | 5.158        | 3,6          |
|                                | Johannes Müller            | NPD                   | 9.625       | 6,6         | 7.370        | 5,1          |
|                                | Brigitta Gründler          | BüSo                  | 1.456       | 1,0         | 522          | 0,4          |
|                                | –                          | MLPD                  | –           | –           | 112          | 0,1          |
|                                | –                          | AfD                   | –           | –           | 11.417       | 7,9          |
|                                | –                          | pro Deutschland       | –           | –           | 670          | 0,5          |
|                                | Diana Sartor               | Freie Wähler          | 8.382       | 5,8         | 4.705        | 3,2          |
|                                | Tilo Schneider             | Piraten               | 2.779       | 1,9         | 2.980        | 2,1          |
| Gesamt                         | Gesamt                     | Gesamt                | 144.771     | 100         | 144.975      | 100          |
|                                |                            |                       |             |             |              |              |
| Ungültige Stimmen              | Ungültige Stimmen          | Ungültige Stimmen     | 2.656       | 1,8         | 2.452        | 1,7          |
| Wähler                         | Wähler                     | Wähler                | 147.427     | 71,0        | 147.427      | 71,0         |
| Wahlberechtigte                | Wahlberechtigte            | Wahlberechtigte       | 207.752     |             | 207.752      |              |
|                                |                            |                       |             |             |              |              |
| Quellen: Der Bundeswahlleiter, |                            |                       |             |             |              |              |

### Bundestagswahl 2009
| Kandidaten                     | Kandidaten                 | Parteien/Listen       | Erststimmen | Erststimmen | Zweitstimmen | Zweitstimmen |
| Kandidaten                     | Kandidaten                 | Parteien/Listen       | Stimmen     | %           | Stimmen      | %            |
| ------------------------------ | -------------------------- | --------------------- | ----------- | ----------- | ------------ | ------------ |
|                                | Klaus Brähmiggewählt im WK | CDU                   | 62.530      | 45,1        | 56.001       | 40,3         |
|                                | Klaus Wolframm             | SPD                   | 16.194      | 11,7        | 16.725       | 12,0         |
|                                | Monika Knoche              | Die Linke.            | 28.233      | 20,3        | 28.970       | 20,8         |
|                                | Thomas Richter             | FDP                   | 15.292      | 11,0        | 19.910       | 14,3         |
|                                | Heinz Grass                | Bündnis 90/Die Grünen | 6.378       | 4,6         | 7.346        | 5,3          |
|                                | Olaf Rose                  | NPD                   | 7.983       | 5,8         | 7.717        | 5,6          |
|                                | Rico Schulz                | BüSo                  | 2.150       | 1,5         | 1.621        | 1,2          |
|                                | –                          | REP                   | –           | –           | 412          | 0,3          |
|                                | –                          | MLPD                  | –           | –           | 258          | 0,2          |
| Gesamt                         | Gesamt                     | Gesamt                | 138.760     | 100         | 138.960      | 100          |
|                                |                            |                       |             |             |              |              |
| Ungültige Stimmen              | Ungültige Stimmen          | Ungültige Stimmen     | 2.454       | 1,7         | 2.254        | 1,6          |
| Wähler                         | Wähler                     | Wähler                | 141.214     | 65,5        | 141.214      | 65,5         |
| Wahlberechtigte                | Wahlberechtigte            | Wahlberechtigte       | 215.674     |             | 215.674      |              |
|                                |                            |                       |             |             |              |              |
| Quellen: Der Bundeswahlleiter, |                            |                       |             |             |              |              |

### Bundestagswahl 2005
| Kandidaten                     | Kandidaten                 | Parteien/Listen   | Erststimmen | Erststimmen | Zweitstimmen | Zweitstimmen |
| Kandidaten                     | Kandidaten                 | Parteien/Listen   | Stimmen     | %           | Stimmen      | %            |
| ------------------------------ | -------------------------- | ----------------- | ----------- | ----------- | ------------ | ------------ |
|                                | Klaus Brähmiggewählt im WK | CDU               | 68.426      | 40,9        | 58.754       | 35,1         |
|                                | Christina Fritsch          | SPD               | 33.172      | 19,8        | 33.614       | 20,1         |
|                                | Frank Protze-Lindner       | Die Linke.        | 32.651      | 19,5        | 33.065       | 19,8         |
|                                | Alexandra Spindler         | FDP               | 12.042      | 7,2         | 18.184       | 10,9         |
|                                | Andreas Warschau           | GRÜNE             | 5.798       | 3,5         | 6.946        | 4,2          |
|                                | Uwe Leichsenring           | NPD               | 12.966      | 7,8         | 11.831       | 7,1          |
|                                | −                          | REP               | –           | –           | 587          | 0,4          |
|                                | −                          | PBC               | –           | –           | 559          | 0,3          |
|                                | Rico Schulz                | BüSo              | 2.073       | 1,2         | 1.255        | 0,8          |
|                                | –                          | AGFG              | –           | –           | 1.748        | 1,0          |
|                                | –                          | MLPD              | –           | –           | 230          | 0,1          |
|                                | –                          | PSG               | –           | –           | 462          | 0,3          |
| Gesamt                         | Gesamt                     | Gesamt            | 167.128     | 100         | 167.235      | 100          |
|                                |                            |                   |             |             |              |              |
| Ungültige Stimmen              | Ungültige Stimmen          | Ungültige Stimmen | 3.347       | 2,0         | 3.240        | 1,9          |
| Wähler                         | Wähler                     | Wähler            | 170.475     | 77,6        | 170.475      | 77,6         |
| Wahlberechtigte                | Wahlberechtigte            | Wahlberechtigte   | 219.769     |             | 219.769      |              |
|                                |                            |                   |             |             |              |              |
| Quellen: Der Bundeswahlleiter, |                            |                   |             |             |              |              |

### Bundestagswahl 2002
| Kandidaten                     | Kandidaten                       | Parteien/Listen   | Erststimmen | Erststimmen | Zweitstimmen | Zweitstimmen |
| Kandidaten                     | Kandidaten                       | Parteien/Listen   | Stimmen     | %           | Stimmen      | %            |
| ------------------------------ | -------------------------------- | ----------------- | ----------- | ----------- | ------------ | ------------ |
|                                | Klaus Peter Brähmiggewählt im WK | CDU               | 73.463      | 46,2        | 66.158       | 41,6         |
|                                | Renate Jäger                     | SPD               | 40.980      | 25,8        | 43.668       | 27,5         |
|                                | Christina Schenk                 | PDS               | 23.136      | 14,5        | 22.756       | 14,3         |
|                                | Claus Krüger                     | GRÜNE             | 5.027       | 3,2         | 6.037        | 3,8          |
|                                | Norbert Bläsner                  | FDP               | 9.671       | 6,1         | 11.635       | 7,3          |
|                                | –                                | REP               | –           | –           | 1.638        | 1,0          |
|                                | Uwe Leichsenring                 | NPD               | 5.178       | 3,3         | 3.493        | 2,2          |
|                                | −                                | PBC               | –           | –           | 483          | 0,3          |
|                                | −                                | GRAUE             | –           | –           | 828          | 0,5          |
|                                | Jens Knauthe                     | BüSo              | 1.603       | 1,0         | 752          | 0,5          |
|                                | –                                | Schill            | –           | –           | 1.617        | 1,0          |
| Gesamt                         | Gesamt                           | Gesamt            | 159.058     | 100         | 159.065      | 100          |
|                                |                                  |                   |             |             |              |              |
| Ungültige Stimmen              | Ungültige Stimmen                | Ungültige Stimmen | 2.832       | 1,7         | 2.825        | 1,7          |
| Wähler                         | Wähler                           | Wähler            | 161.890     | 73,4        | 161.890      | 73,4         |
| Wahlberechtigte                | Wahlberechtigte                  | Wahlberechtigte   | 220.461     |             | 220.461      |              |
|                                |                                  |                   |             |             |              |              |
| Quellen: Der Bundeswahlleiter, |                                  |                   |             |             |              |              |